# 劉長佑
劉長佑（1818年—1887年），字子默，號印渠，湖南新寧人，清代湘军大將，封疆大吏。

## 生平
父劉時華是一商人，富甲一方。道光十七年（1837），刘长佑入岳麓书院肄业十二年，先后师从欧阳厚均、龙瑛、丁善庆，于道光二十九年拔贡。知县万鼎恩被戮，长佑与族叔刘坤一募鄉勇萬餘人。1852年在籍辦團練，隨江忠源在江西、安徽對太平軍作戰。1856年1月任補用知府，鎮壓广東天地會起事軍餘部於湖南臨武。旋率楚勇由湖南入江西，援救曾國藩，先後攻佔萍鄉、袁州、臨江等太平軍據點，升道員。江忠源死后，“楚勇”归刘长佑、江忠义等统带。刘长佑受骆秉章、左宗棠指挥，曾国藩告戒李榕：“阁下至饶境当可与席观察会晤，尤望妥为联络。渠军系‘楚勇’流派，有江岷樵、刘印渠之风，于‘湘’、‘霆’之外，另有家数！阁下亦可兼取其长”。
1857年3月，被太平軍擊敗於江西太平墟，受重创，一度准备自杀，为刘坤一劝阻，重振旗鼓，结果军势复振，反败为胜。1858年底，率部自江西建昌返湖南，尾追石達開軍至廣西，鎮壓了大成國起事。刘为人有信义，待下有恩，石达开一度准备受刘招安。刘以战功升广西布政使，再升巡抚，成为名将。1862年奉旨接替勞崇光擔任兩廣總督，将所部楚军交刘坤一统领，留防广西。不久調任直隸總督，鎮壓白蓮教起事。刘为人质朴，不巴结朝廷权贵，为僧格林沁所忌惮。他表面尊敬刘，却密奏朝廷，称北人不能为南方人轻视，要求遣散刘所部楚军。同治六年（1867年）張六領導的鹽民起事軍逼近京畿，被革職。1871年又被起用，歷任廣東，廣西巡撫、雲貴總督，任内提防法国侵略，向朝廷警告日本的狼子野心，主张先发制人，讨伐日本，帮助琉球复国。1887年病死，諡武慎，在廣西、雲南、湖南建專祠。著有《劉武慎公遺書》。

## 延伸阅读
[在维基数据编辑]
 在维基文库阅读此作者作品（ 在维基共享资源阅览影像）
 《清史稿·卷419》，出自趙爾巽《清史稿》